# Henri Smulders
Henricus Petrus Augustinus Johannes „Henri” Smulders (ur. 20 sierpnia 1863 w ’s-Hertogenbosch; zm. 8 listopada 1933 w Paryżu) — holenderski żeglarz, najczęściej w funkcji kapitana.
W wieku 36 lat Smulders wziął udział w Letnich Igrzyskach Olimpijskich 1900 w Paryżu. W jachcie Mascotte z zespołem w składzie: Chrisem Hooijkaasem oraz Ariem van der Veldenem, uczestniczył w konkurencji wyścigu I 3-10 t, gdzie zdobył 2. miejsce i srebrny medal. Brał także udział w konkurencjach II wyścigu 3-10 t, gdzie zajął 4. miejsce oraz klasy open, gdzie nie dotarł do mety.